# Sciocoris abbreviatus
Sciocoris abbreviatus  (лат.) — вид клопов из семейства настоящих щитников.

## Распространение
Распространён в Амурской области, в Сибири, на севере Казахстана, в Китае и Монголии.

## Описание
В длину клоп достигает 4,8—7 миллиметров. Щиток полукруглый, его длина чуть меньше ширины. Надкрылья почти всегда укороченные, с рудементированной перепончаткой, не длиннее щитка. Генитальные сегменты самца имеют вытянутый отросток посередине.

## Экология
Населяет степные участки и каменные склоны.